# Equal Pay in der Zeitarbeit
Unter Equal Pay („Gleiche Bezahlung“) versteht man in der Arbeitnehmerüberlassung die Forderung, einem Leiharbeitnehmer für die Zeit der Überlassung an einen Entleiher ein Arbeitsentgelt in gleicher Höhe zu zahlen wie einem vergleichbaren Arbeitnehmer des Entleihers. Damit unterscheidet sich Equal Pay von Equal Treatment. Equal Treatment bedeutet die Gleichbehandlung von Leiharbeiter und Stammmitarbeiter, z. B. bei Prämien, Urlaubsansprüchen aber auch Zugang zu Kantine und Nutzung von Einrichtungen wie Betriebskindergarten.
Das deutsche Arbeitnehmerüberlassungsgesetz schreibt eine solche Gleichbehandlung in § 9 Abs. 1 Nr. 2, § 8 Abs. 1 AÜG vor, eröffnet jedoch die Möglichkeit, durch Tarifverträge von dem Grundsatz der gleichen Bezahlung abzuweichen. Davon ist in der deutschen Zeitarbeitsbranche flächendeckend Gebrauch gemacht worden. Die Richtlinie 2008/104/EG, die als europäisches Recht das deutsche AÜG bricht, sieht jedoch für den Fall der Synchronisation, d. h. für die zeitgleiche Befristung des Arbeits- und des Überlassungsvertrags, die Gleichbehandlung als Norm vor. Tarifliche Abweichungen von der Gleichbehandlung sind nur dann erlaubt, wenn sie sich für die Leiharbeitskräfte nicht nachteilig auswirken.
Ferner verpflichtet die Richtlinie 2008/104/EG alle EU-Mitgliedsstaaten zur Gewährleistung der betrieblichen Interessenvertretung der Leiharbeitskräfte im Einsatzbetrieb.

## Gleichbehandlungsgrundsatz im Arbeitnehmerüberlassungsgesetz
In Deutschland sind zurzeit fast 1 Mio. Menschen bei einem Zeitarbeitsunternehmen beschäftigt, das sind etwa zwei Prozent aller Erwerbstätigen. Seit 2001 hat sich die Zahl der Leiharbeitnehmer fast verdreifacht. Die Branche ist stark segmentiert, es gibt etwa 17.500 Zeitarbeitsunternehmen.
Das Arbeitnehmerüberlassungsgesetz (AÜG) stellt rechtliche Regeln für die Zeitarbeit auf. Nach § 8 Abs. 1 AÜG ist der Verleiher verpflichtet, „dem Leiharbeitnehmer für die Zeit der Überlassung an den Entleiher die im Betrieb des Entleihers für einen vergleichbaren Arbeitnehmer des Entleihers geltenden wesentlichen Arbeitsbedingungen einschließlich des Arbeitsentgelts zu gewähren“.
Zu den „wesentlichen Arbeitsbedingungen“ werden neben dem Arbeitsentgelt auch Arbeitszeit, Überstunden, Urlaubsanspruch sowie die Nutzung sozialer Einrichtungen im Betrieb gezählt. § 13b gewährt Leiharbeitnehmern den Zugang zu Gemeinschaftseinrichtungen wie Kinderbetreuungseinrichtungen, Gemeinschaftsverpflegung und Beförderungsmittel. Diese Leistungen sind den Leiharbeiten „unter den gleichen Bedingungen zu gewähren wie vergleichbaren Arbeitnehmern in dem Betrieb, in dem der Leiharbeitnehmer seine Arbeitsleistung erbringt.“
Das AÜG fordert also grundsätzlich, Leiharbeitnehmer und Stammarbeitnehmer gleich zu behandeln (Equal Treatment). In der politischen Diskussion ist häufiger von Equal Pay die Rede, womit der Fokus auf die Höhe des Arbeitsentgelts gelegt wird. Von dem Grundsatz der gleichen Behandlung und der gleichen Bezahlung kann nach § 8 Abs. 2 S. 1 AÜG durch Tarifvertrag abgewichen werden. Davon ist in den Tarifverträgen zwischen dem Bundesverband der Personaldienstleister (BAP) bzw. dem Interessenverband Deutscher Zeitarbeitsunternehmen (iGZ) einerseits und den DGB-Gewerkschaften andererseits Gebrauch gemacht worden. Die Tarifverträge regeln nicht nur die (nach unten abweichende) Höhe des Arbeitsentgelts, sondern auch andere Ansprüche wie betriebliche Altersvorsorge, Urlaubsansprüche, Gewinnbeteiligungen oder Prämien etc.

## Tarifverträge in der Zeitarbeit
Momentan gibt es zwei wesentliche Tarifwerke in der Zeitarbeitsbranche. Die Zeitarbeitgeberverbände IGZ und BZA haben jeweils Tarifverträge mit einer DGB-Tarifgemeinschaft Zeitarbeit abgeschlossen, außerdem gibt es einen Tarifvertrag des Arbeitgeberverbandes Mittelständischer Personaldienstleister (AMP) mit dem Christlichen Gewerkschaftsbund Zeitarbeit und Personalserviceagenturen (CGZP). Allerdings hat das Bundesarbeitsgericht am 14. Dezember 2010 entschieden, dass die CGZP nicht tariffähig ist (1 ABR 19/10); der von ihr geschlossene Tarifvertrag ist daher unwirksam. 2011 sind BZA und AMP zum Bundesarbeitgeberverband der Personaldienstleister (BAP) fusioniert. Beide Tarifverträge bleiben bis zum Ende ihrer Laufzeit 2013 nebeneinander bestehen. Neben diesen großen Tarifverträgen gibt es noch eine Reihe kleinerer Tarifvereinbarungen.
Im IGZ sind 3.500 der 11.300 deutschen Zeitarbeitsfirmen organisiert, im BAP sind es über 4600. Die großen Firmen der Branche beschäftigen auch die meisten Zeitarbeitskräfte, so dass etwa 90 Prozent der 920.000 Zeitarbeitskräfte nach einem Tarifvertrag arbeiten, den IGZ und BAP mit den DGB-Gewerkschaften abgeschlossen haben. Beide Entgelttarifverträge sehen ab dem 1. April 2020 für die niedrigste der neun Entgeltgruppen einen Mindestlohn pro Stunde von 10,15 € im Westen bzw. 9,88 € im Osten vor. Zum 1. Oktober 2020 wird im Osten auf 10,10 € erhöht, ab dem 1. April 2021 werden im Westen und im Osten 10,45 € erreicht werden. Dieser Wert ist besonders wichtig, weil die Mehrzahl der Zeitarbeitskräfte im Helferbereich tätig ist, also zur Entgeltgruppe 1 zählt. Seit 1. Januar 2012 sind diese Mindestlöhne auf Beschluss der Bundesregierung allgemeinverbindlich, gelten also auch für nicht tarifgebundene Zeitarbeitsunternehmen. Der Lohn in Entgeltgruppe 9 beträgt 22,12 € (West) und 20,79 € (Ost). Diese Entgeltgruppe wird jedoch selten erreicht.
In der Zeitarbeit werden Tarifverträge regelmäßig auch bei nicht gewerkschaftlich organisierten Zeitarbeitskräften angewendet. Die Möglichkeit der Gleichbehandlung durch Verzicht auf Tarifanwendung im Stammbetrieb kommt in der Praxis kaum vor. Die Tarifanwendung im Stammbetrieb entspricht meistens einer betrieblichen Übung und nicht etwa der Tarifbindung der Zeitarbeitskräfte durch Mitgliedschaft in einer tarifschließenden Gewerkschaft. Die Motivation für diese regelmäßige Tarifanwendung ist die im AÜG geschaffene Möglichkeit der tariflichen Abweichung von der Gleichbehandlung. De facto ist das Tarifrecht der Arbeitnehmerüberlassung in Deutschland eine regelmäßige tarifliche Ungleichbehandlung von Zeitarbeitskräften, die sich fast immer zu deren Nachteil gegenüber den vergleichbaren Mitarbeitenden der Einsatzbetriebe auswirkt, obwohl die Gleichbehandlung vom Gesetzgeber als Norm festgelegt wurde. Insofern kann man die Branchentarife des DGB für die Zeitarbeit als den Tiefpunkt der Tarifpolitik in Deutschland bezeichnen.

## Entgeltgefälle zwischen Leiharbeitnehmern und Arbeitnehmern des Entleihers
Die Zeitarbeits-Tariflöhne sind deutlich niedriger als die Löhne, die einzelne DGB-Gewerkschaften mit dem jeweiligen Arbeitgeberverband ausgehandelt haben; der Equal-Pay-Grundsatz wird in der Praxis also kaum angewandt. Equal Pay findet in wenigen Unternehmen statt, z. B. durch haustarifvertragliche Regelung. Je nach Branche schwankt das Lohngefälle zum Teil deutlich, am stärksten ist es in der Metallbranche: Eine an einen Metallbetrieb ausgeliehene Leiharbeitskraft erhält bis zu 48 % weniger Gehalt als eine vergleichbare Arbeitskraft des Entleihers, wie eine 2012 veröffentlichte Studie des Rheinisch-Westfälischen Instituts für Wirtschaftsforschung im Auftrag Bertelsmann Stiftung zeigt. Allerdings berücksichtigte die Studie nicht alle entgeltrelevanten Faktoren wie Berufserfahrung, vorangegangene Phasen der Arbeitslosigkeit und Wochenarbeitszeit. Das Institut für Arbeitsmarkt- und Berufsforschung IAB ermittelte in einer Untersuchung einen Entgeltunterschied von 22 Prozent. Mit zunehmender Qualifikation nimmt die Entgeltdifferenz in der Regel ab. Es gibt sogar Bereiche, in denen Leiharbeitnehmer mehr Geld verdienen als Arbeitnehmer des Entleihers, zum Beispiel bei hoch spezialisierten Ingenieuren. Die IG Metall fordert in ihrer Initiative „Gleiche Arbeit – Gleiches Geld“ für die Leiharbeitnehmer einen Branchenzuschlag. Diese sollen für die Zeit, in der sie einem Metallunternehmen überlassen sind, einen Zuschlag bekommen, der sie beim Arbeitsentgelt mit den Arbeitnehmern des Entleihers gleichstellt. Am 22. Mai 2012 einigten sich die DGB-Tarifgemeinschaft Zeitarbeit und die Zeitarbeitsverbände IGZ und BAP auf die Branchenzuschläge in fünf Stufen, gestaffelt nach Einsatzdauer: nach sechs Wochen Einsatzzeit gibt es einen Branchenzuschlag von 15 Prozent, nach drei Monaten 20 Prozent, nach fünf Monaten 30 Prozent, nach sieben Monaten 45 Prozent und nach neun Monaten schließlich einen Branchenzuschlag von 50 Prozent.

## Betriebliche Mitbestimmung in der Leiharbeit
Das Entgeltgefälle wird dadurch begünstigt, dass in den meisten Stammbetrieben keine betriebliche Mitbestimmung stattfindet. Von den geschätzten 1,3 Millionen Leiharbeitskräften in Deutschland hat nur ein marginaler Anteil die Möglichkeit ihr Recht auf betriebliche Mitbestimmung auszuüben.
In einzelnen gewerkschaftlich organisierten Einsatzbetrieben haben Betriebsräte Tarifverträge zur Einschränkung oder Verhinderung von Leiharbeit durchgesetzt.
Die DGB-Mitgliedsgewerkschaften haben sich satzungsgemäß dazu verpflichtet ihre Mitglieder unabhängig vom Arbeitgeber gleichberechtigt zu behandeln. Für die Mitglieder einer DGB-Gewerkschaft besteht die Möglichkeit andere Gewerkschaftsmitglieder als ihre satzungsgemäß zuständigen Betriebsräte anzusprechen.
Da Leiharbeitskräfte, besonders die nicht gewerkschaftlich organisierten, meistens keine eigenen Betriebs- oder Personalräte haben, übernehmen fast immer die Betriebs- und Personalräte der Einsatzbetriebe fremde Mitbestimmungsaufgaben für Leiharbeitskräfte. Das Recht der Leiharbeitskräfte im Stammbetrieb mitzubestimmen kommt praktisch sehr selten zum Tragen. Zur Zeit der Betriebs- und Personalratswahlen werden Leiharbeitskräfte meistens abgemeldet, so dass sie am Wahltag nicht mehr wahlberechtigt sind. Das aktive Wahlrecht der Leiharbeitskräfte im Einsatzbetrieb beginnt erst nach drei Monaten Einsatzzeit. Das passive Wahlrecht gilt nur im Stammbetrieb, und zwar erst nach sechs Monaten Betriebszugehörigkeit. Die meisten Leiharbeitskräfte können ihr Wahlrecht bei Betriebs- oder Personalratswahlen deshalb nicht ausüben, weil sie die gesetzlichen Anforderungen (BetrVG/Personalvertretungsgesetze) an die Mindesteinsatzdauer bzw. Betriebszugehörigkeit nicht erfüllen. In Bezug auf die Stammbetriebe fehlt den Leiharbeitskräften häufig die Kenntnis darüber, wer beim selben Stammbetrieb beschäftigt ist und deshalb für eine Betriebs- oder Personalratswahl überhaupt in Frage kommt. Die Mitbestimmungsgesetze in Deutschland fordern eine Mindestanzahl von drei Mitarbeitenden desselben Betriebs für die Einsetzung eines Wahlvorstands sowie mindestens fünf Mitarbeitende desselben Unternehmens für die Wahl eines Betriebs- oder Personalrats. Die Gründung von Betriebs- und Personalräten aus Initiative der Leiharbeitskräfte scheitert fast immer an diesen gesetzlichen Mindestanforderungen. Ein Grund dafür ist, dass die Einsatzbetriebe Leiharbeitskräfte von verschiedenen Unternehmen bestellen, so dass sich im selben Einsatzbetrieb meistens keine Gruppe bilden kann, die zur Organisation eines Betriebs- oder Personalrats in der Lage wäre. Ferner halten die Stammbetriebe in der Regel keine Betriebsversammlungen ab, die es den Leiharbeitskräften ermöglichen würden, Betriebs- oder Personalräte aus verschiedenen Einsatzbetrieben zu organisieren.
Die Beschäftigungszeiten in Leiharbeitsunternehmen übersteigen nicht selten drei oder gar sechs Monate. Die betriebliche Mitbestimmung ist also nicht von vornherein durch kurze Beschäftigungszeiten ausgeschlossen. Gleichwohl führen die Tendenzen zur Verkürzung von Leiharbeit (Höchstüberlassungsdauer von 18 Monaten, tarifliche Einschränkungen bzw. Verhinderungen von Leiharbeit, Vermeidung der tariflichen Einsatzzulagen und Branchenzuschläge, Vermeidung der Gleichbehandlung, Vermeidung der Übernahme) dazu, dass die Gründung von Betriebs- und Personalräten in Stammbetrieben immer unwahrscheinlicher wird.
Es ist bis dato keine Vereinbarung bekannt, dass man für den Zeitraum der Betriebs- oder Personalratswahlen darauf verzichtet Mitarbeitenden zu kündigen. Genauso wenig hat man in den Tarifverträgen für die Leiharbeit irgendeine Maßnahme zur Förderung der betrieblichen Mitbestimmung vorgesehen, obwohl sonst für die Einsatzbetriebe tarifliche Regelungen zur Mitbestimmung üblich sind. In diesem Punkt ist sich der DGB nicht treu geblieben.